# Куриленко Раїса Іванівна
Раїса Іванівна Коломіна-Куриленко (нар. 10 травня 1935, с. Новоіванівка Білопільського району Харківської області (з 2020 року — в складі Білопільської міської громади Сумського району), Української РСР  — пом. 10 травня 2021, м. Глухів Сумської області) — український педагог, «Заслужений вчитель України», учитель-методист.

## Біографія
Раїса Куриленко народилася 1935 року в с. Новоіванівка (з 2020 року — в складі Білопільської міської громади Сумського району) тодішньої Харківської області.
Після закінчення Лебединського педагогічного училища в 1954 році переїхала до Глухова Раїса Куриленко багато років працювала вчителем молодших класів у Глухівській середній школі № 3 (нині — загальноосвітня школа I—III ступенів м. Глухова). У 1962 році закінчила Глухівський педагогічний інститут.
За довголітню і сумлінну працю Раїса Іванівна була нагороджена багатьма грамотами відомств і організацій, мала почесне звання «Заслужений вчитель України», «Кавалер ордена Леніна» (1986), «Кавалер ордена трудового червоного прапора» (1978), «Учитель методист».
Померла 10 травня 2021 року у свій 86-й день народження у місті Глухові.

## Педагогічне кредо
Раїса Куриленко ще у 1987 році в інтерв'ю кореспондента журналу «Початкова школа», виступила проти нав'язування інноваційного педагогічного досвіду. На її думку досвід вчителів-новаторів потрібно пропагувати, а не нав'язувати.
Педагог засуджувала факт, що педагогів змушували наслідувати їх в усьому, вважала, що їхній Учитель аргументувала це тим, що будь-який досвід — категорія індивідуальна, особистісна, переносити його від однієї людини до іншої вкрай тяжко або і неможливо. Крім того, наголошувала, що категоричність у вимозі наслідувати досвід новатора створює психологічний бар'єр для рядового вчителя, який вважає, що йому ніколи не досягнути майстерності відомих і визнаних новаторів. Учитель вважає доцільним упроваджувати нове аргументовано, дохідливо, доброзичливо і творчо застосовувати окремі новаторські методичні елементи.

## Нагороди
- «Заслужений вчитель України»,
- орден Леніна (1986),
- Орден Трудового Червоного Прапора (1978).